# Mniszech-Palast (Warschau)

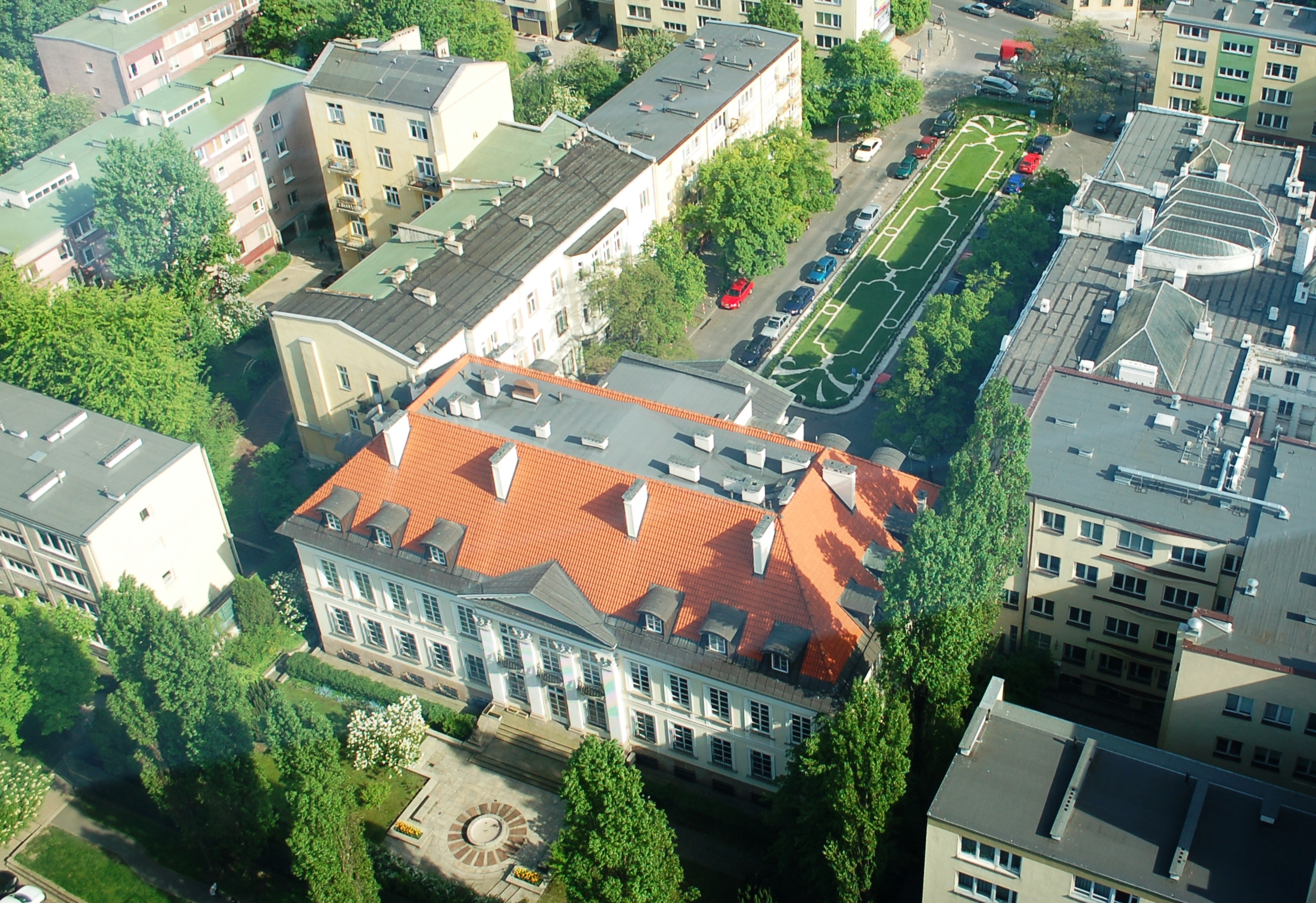
Vogelperspektive, aufgenommen vom benachbarten „Blauen Hochhaus“

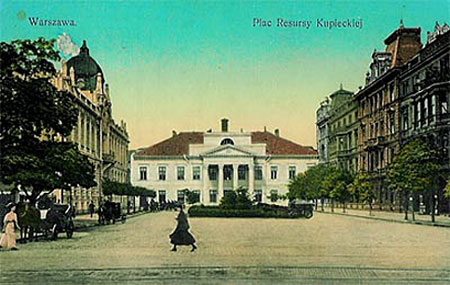
Der Palast kurz vor Kriegsausbruch – 1938: Links das Gebäude der Landau-Bank, rechts die Seydel-Mietshäuser

Der Mniszech-Palast, heute Sitz der belgischen Botschaft in Warschau, ist ein Magnaten-Palast aus dem 18. Jahrhundert.

## Lage
Der Palast befindet sich unter der Adresse Ulica Senatorska 34 im Warschauer Innenstadtdistrikt am Ende der Senatorska kurz vor deren Einmündung in die verkehrsreiche Ulica Marszałkowska bzw. den hier beginnenden Plac Bankowy. Der Palast steht eingerückt etwa 80 Meter entfernt von der Senatorska, verbunden durch eine zu einem Platz (dem ehemaligen Ehrenhof des Palastes) erweiterten Stichstraße. Die die ehemaligen Seitenflügel des Palastes ersetzenden Seitengebäude an dem Platz sind ein Nachkriegswohngebäude (Senatorska 32) sowie das vormalige Wilhelm-Landau-Bankhaus (Senatorska 38). Der heute nur noch etwa 15 Meter tiefe im Norden angrenzende Palastgarten endet an der schmalen Ulica Antoniego Corazziego. In unmittelbarer Nähe erhebt sich am Plac Bankowy das Hochhaus Blue Tower Plaza. Gegenüber dem Palast liegen an der Senatorska die Kirche des Antonius von Padua (Polnisch: Kościół św. Antoniego Padewskiego) und der  Blaue Palast.

## Geschichte
Das Grundstück, auf dem sich der Palast befindet, wurde 1714 vom Marschall der Krone Józef Wandalin Mniszech erworben. Im Folgejahr begann der Bau eines Palastes. Im Jahr 1716 übernahm Burkhard Christoph von Münnich die Bauleitung. Vermutlich stammte von ihm auch der Entwurf zur Gesamtanlage, die neben dem Kernbau aus einem Ehrenhof und zwei Flügelbauten bestand und vermutlich im Stil des Spätbarocks gehalten war. Vor dem Palast stand eine von Jan Civerotti geschaffene Barock-Figur des Johannes Nepomuk.
Noch vor dem Jahr 1762 wurde der Palast nach einem Entwurf von Pierre Ricaud de Tirregaille umgestaltet. Die Abbildung des Palastes nach seinem Umbau findet sich auf der Bordüre des im Jahr 1762 geschaffenen Warschauer Stadplans von Tirregaille. Auf dieser Abbildung hat der Palast noch keinen Portikus. Die beiden zweigeschossigen Flügelgebäude verfügten im mittleren Bereich über je ein Mansarddach. Um 1780 entstand ein Gemälde zum Palast von Bernardo Bellotto.

### 19. Jahrhundert
1790 verkaufte die damalige Eigentümerin, Józefina Potocka, geb. Mniszech und Ehefrau von Szczęsny Potocki das Anwesen an Stanisław Poniatowski. Im selben Jahr erwarb es der Bankier Protazy Potocki. Von ihm ging das Ensemble an Katarzyna Kossakowska (geb. Potocka) über, die es 1801 an Jan und Feliks Potocki verschenkte. Die beiden neuen Eigentümer bewohnten den Kernpalast, verkauften die beiden Flügelgebäude und ließen den Garten parzellieren.
Gegen Ende des 18. Jahrhunderts soll im Gebäude eine Freimaurerloge ihren Sitz gehabt haben.
1805 brannte der Palast. In Folge verkauften ihn die Brüder Potocki an den preußischen Beamten Friedrich Wilhelm Mosqua. Der neue Besitzer ließ das Gebäude instand setzen und einen Konzertsaal einbauen. Unter ihm hatte die Musikgesellschaft „Harmonia“ ihren Sitz im Palast. Sie war von dem dort ebenfalls wohnenden E. T. A. Hoffmann gegründet worden. Im Jahr 1829 erwarb die Warszawska Resursa Kupiecka das Gebäude und ließ es von Adolf Gregor Franz Schuch im klassizistischen Stil umbauen. Der Palast blieb bis zu seiner Zerstörung 1944 im Besitz der Vereinigung, die ihn bis 1939 als Veranstaltungsort für Vorträge, Bälle und Jubiläumsfeiern nutzte.
Von 1904 bis 1906 wurde auf der westlichen Hofseite anstelle des Flügelgebäudes das Bankhaus von Wilhelm Landau nach einem Projekt von Gustaw Landau-Gutenteger im Jugendstil errichtet. Nach seinem Wiederaufbau diente es in der Nachkriegszeit als Sitz des Propagandaministeriums. Nach der Wende war hier das französische Kulturinstitut untergebracht. Auf der Ostseite befanden sich vor dem Krieg Mietshäuser der Familie Seydel. Diese Gebäude wurden nach dem Krieg nicht wiederaufgebaut.

### Zweiter Weltkrieg und Nachkriegszeit
Zu Beginn des Zweiten Weltkriegs wurde im Palast ein Krankenhaus der Malteser eingerichtet, welches bis zum Warschauer Aufstand bestand. Nach dessen Niederschlagung wurde der Palast im Herbst 1944 von deutschen Truppen zerstört. Nach einem Entwurf von Mieczysław Kuźma wurde das Gebäude im Jahr 1960 im klassizistischen Stil wiederaufgebaut. Heute befindet sich hier die Botschaft des belgischen Königreichs.